# Nowy Jaworów
Nowy Jaworów (alemán: Neu Jauernick) es una localidad del distrito de Świdnica, en el voivodato de Baja Silesia (Polonia). Se encuentra en el suroeste del país, dentro del término municipal de Jaworzyna Śląska, a unos 2 km al oeste de la localidad homónima y sede del gobierno municipal, a unos 9 al norte de Świdnica, la capital del distrito, y a unos 50 al suroeste de Breslavia, la capital del voivodato. Nowy Jaworów perteneció a Alemania hasta 1945.
- Datos: Q7067094